# ハワイ・ニュース・ナウ
『ハワイ・ニュース・ナウ（Hawaii News Now）』（「HNN」とも略される）は、アメリカ・ハワイ州ホノルルの3つのテレビ局、CBS提携局KGMB（チャンネル5）、NBC提携局KHNL（チャンネル13）、テレムンド提携局KFVE（チャンネル6）が共有するニュース部門である。ニュース番組は、KGMB、KHNL、KFVEを所有するグレイ・テレビジョンによって制作されている。また、KBFDとの提携も行っており、KBFDの23:00からの韓国語ニュース放送中にKGMBの現場で収録したニュース記事を韓国語字幕付きで使用するほか、KHKAとラジオ提携も行っている。

## 概要
KGMBのニュース部門は、1952年に開局した直後に発足し、最初の25年間の殆どでホノルル市場のニュース番組の中で最も高い評価を受けてきた。1978年にスポーツディレクターのジョー・ムーアがKHON-TV（チャンネル2）に入社すると、KHONはKGMBを追い抜いて首位となり、その後30年間、KGMBのニュース番組は視聴率で2位か3位のどちらかにランクインした。KHNLは1962年に独立局KTRGとして開局して以来、断続的にニュース番組を放送してきたが、1995年4月にFOX提携局としてこれまでで最長のニュース部門を設立し、21:00のニュース番組を開始した（これは1996年1月までKFVEで同時放送され、その後後者の放送局専用となった）。KHNLは1995年夏から秋にかけて17:00、18:00、22:00にニュース番組を追加し、1996年1月1日にNBCに加わった後は平日朝のニュース番組を追加した。
3局がリソースを共有することの始まりは、2009年8月18日、MCGキャピタル・コーポレーション（MCG Capital Corporation、当時のKGMB所有者）とレイコム・メディア（KHNL及び当時のKFVE 所有者）が、レイコムをシニアパートナーとして共有サービス契約を締結したという発表に端を発した。統合運営はホノルルのワイカミロ・ロード（Waiakamilo Road）にあるKHNL/KFVEスタジオを拠点として行われた。KGMBはカピオラニ・ブールバード（Kapiolani Boulevard）にある長年の本拠地を引き払った。ニュース以外の番組はそのまま残るが、3局は元KGMBパーソナリティーが独占する単一のニュース部門を持つことになる。この取り決めでは、チャンネルの交換も行われ、KGMB知的ユニット（コールレター、CBS所属、番組）がPSIPチャンネル9（UHFデジタルチャンネル23）からチャンネル5（UHFデジタルチャンネル22）に移動し、KFVE知的ユニット（マイネットワークTVとの提携を含む）が5から9に移動した。
この交換は、KFVEのコールサインがMCGキャピタルが保有するKGMBのライセンスに再割り当てされ、KGMBのコールサインがレイコムがKFVEのために保有するライセンスに再割り当てされるように構成された。事実上、レイコムはKGMBと引き換えにKFVEをMCGキャピタルに交換した。殆どの場合、1つの会社が2つの「ビッグ3」放送局を所有することは、連邦通信委員会（FCC）の複占規則では、市場で最高評価の4局のうち2局の共同所有が認められていないため不可能である。ただし、FCCは施設IDの所有権のみを認識し、知的単位の所有権は認識しない。KFVEの全体的な視聴者数は、チャンネル5を使用している間、施設IDも交換されていた場合、KHNLとKGMBの間の複占を禁止するFCCが定義した基準を逸脱した。
『Hawaii News Now』というタイトルの新しい統一ニュース番組が2009年10月26日に開始された。この日、両放送局は共同で平日17:00と22:00のニュース番組の制作と同時放送を開始し、一方KHNLは18:00のニュース放送を17:30に変更した。KGMBは引き続き平日18:00に別のニュース番組を放送する。KGMBとKHNLがニュース番組を同時放送しない唯一の時間帯は、KHNLがNBCの『トゥデイ』を放送する平日7:00、KGMBが『CBSイブニングニュース』を放送する17:30、KHNLが『NBCナイトリーニュース』を放送する18:00の時間帯である。平日朝と週末の番組は2局で同時放送されるが、ネットワーク上の義務により、どちらかの放送局が優先される場合がある。KFVEのローカルニュースのスケジュールに変更はない。2020年6月22日、成功を収めているデジタルニュース番組『This is Now（ディス・イズ・ナウ）』をKHNL-TVで平日正午に放送し始めた。『ディス・イズ・ナウ』は、HNNリポーター/アンカーのアシュリー・ナガオカ（Ashley Nagaoka）と、受賞歴のあるHNNプロデューサー/ディレクターのジョナサン・ジャレッド・ソープ（Jonathan Jared Saupe）がホストを務める。
2011年、「ホノルル・スター・アドバタイザー」は、ハワイ人に影響を与える問題の記事、調査報道、政治ニュースの調査、世論調査を組み合わせるために、ハワイ・ニュース・ナウと提携した。
2020年5月、CBSスポーツラジオ提携局KHKAは、CBSニュースラジオ番組を追加してパートタイムのニュース/情報/スポーツのハイブリッド形式に移行し、『ハワイ・ニュース・ナウ』の同時放送を開始した。

## 論争
この共有サービス契約により、KHNLのニュースルームがKGMBと合併し、2009年10月26日に両放送局がニュース番組の同時放送を開始した時、KHNLの放送スタッフの4名を除く全員とKHNLの朝の番組の技術者全員が解雇された。IBEW（国際電気労働者友愛会）ローカル1260契約では技術者に年功序列が保証されていたが、経営陣は、技術者が新しい機器を設置して6ヶ月以上稼働していたにもかかわらず、「新しい機器はそれまでの年功序列を無効にする」と述べた。新入社員は新しい機器を操作する経験がなかったため、訓練を受ける必要があった。IBEWの代表者と責任者は、状況を見て見ぬふりをするために報酬を受け取った。解雇された人々は20年から30年の間同局に勤務していたが、僅か6ヶ月しか雇用されなかった人々は仕事を続けることが許された。
この統合、特にニュース番組全般については、地元メディア監視団体から苦情が寄せられ、レイコムが一度に3局を運営し、ニュース番組の編集の独立性や視聴者の選択肢を制限することで市場を独占しようとしているとして非難された。このため、メディア・カウンシル・ハワイ（Media Council Hawaii）など合併に反対するいくつかの団体が連邦通信委員会に協定の終了を求める請願を提出した。
レイコム・メディア社長のポール・マクティア（Paul McTear）は、SSAを断固擁護し、「ハワイの視聴者に重要かつ貴重な地元、国内、国際番組を提供する3局を維持する」と述べた。
2009年11月7日の「ホノルル・スター・ブレティン」の報道で、レイコムがMCGキャピタル・コーポレーションに2,200万ドルを支払うことが明らかになった後、SSAをめぐる論争はさらに大きくなり（証券取引委員会への提出による）、これは事実上、MCGキャピタルからレイコムへのKGMBの売却に相当する。両社は8月のSSA発表では金銭交換については言及せず、「資産」についてのみ言及した。FCCは、メディア・カウンシル・ハワイによるSSAに対する異議申し立てに応じて、レイコムに対し、SSAに関する編集されていない詳細な合意を求めた。

## 注目すべき現在の制作スタッフ
- アウギー・T（英語版） - ホスト

## 日本向けのウィークリー番組の制作を開始
2020年の新型コロナウイルス（COVID-19）感染拡大で、日本〜ハワイ間の渡航延期や中止を余儀なくされるなど、ハワイ経済に大打撃を受けた。そこで、現地の経済界及び⽇本ハワイ旅⾏業協会、ハワイ州観光局⽇本⽀局を中⼼として結成されたKizunAloha連合会、ハワイ州観光局、セントラルパシフィック財団、ハワイ州ビジネス経済開発観光局（Buy Hawaii, Give Aloha）と当番組とのパートナーシップの下、日本向けのウィークリー番組『ハワいいニュースNOW』を、同年8月28日から制作している。当番組スタジオからHI Now Japan番組ホストの松本裕太が新型コロナウイルスに関するハワイ州内の最新情報や現地のライフスタイル紹介、ハワイセレブからのメッセージなどを伝えるとしている。